# Mar de Lincoln
El mar de Lincoln es un cuerpo de agua en el océano Ártico, que se extiende desde el cabo Columbia, en la isla Ellesmere, Canadá, en el oeste, hasta el cabo Morris Jesup, Groenlandia, en el este. Está cubierto con un mar de hielo a lo largo del año, el grueso hielo marino del océano Ártico, que puede tener hasta 15 m de espesor. Las profundidades del agua varían entre 100 m y 300 m. El canal Robeson, el tramo más septentrional del estrecho de Nares, da acceso a este mar. 

## Historia
El primer occidental en navegar por sus aguas fue George Strong Nares, que fue la primera persona que logró atravesar el estrecho de Nares completamente (1875).
El mar fue nombrado por la expedición al Ártico (1881-84) de Adolphus W. Greely, que invernó en la bahía de Lady Franklin, y lleva el nombre en honor de Robert Todd Lincoln, en ese momento Secretario de la Guerra de los Estados Unidos.

## Delimitación de la IHO
La máxima autoridad internacional en materia de delimitación de mares, la Organización Hidrográfica Internacional («International Hydrographic Organization, IHO), considera el mar de Lincoln como un mar. En su publicación de referencia mundial, «Limits of oceans and seas» (Límites de océanos y mares, 3ª edición de 1953), le asigna el número de identificación 17A (una variante del n.º 17, el océano Ártico) y lo define de la forma siguiente:

En el norte.
Cabo Columbia hasta cabo Morris Jesup (Groenlandia).
En el sur.
Desde cabo Columbia a través de la costa noreste de la isla de Ellesmere, hasta cabo Sheridan, hasta cabo Bryant (Groenlandia) a través de Groenlandia hasta el cabo Jesup Morris.
Limits of oceans and seas, pág. 10.